# 福井テレビ プライムニュース
『福井テレビ プライムニュース』（ふくいテレビ プライムニュース）は、福井テレビジョン放送で夕方に放送されていた福井県向けのローカルワイドニュース番組である。

## 概要
キー局であるフジテレビが新たな夕方の報道番組として『プライムニュース イブニング』をスタートさせることに伴い、2015年3月30日から約3年続いた『FNN 福井テレビみんなのニュース』の後継番組として2018年4月2日に放送を開始した。
また、前番組から引き続き、平日放送分に関しては自社制作の夕方ワイド番組である『おかえりなさ〜い』との内包形式であることにかわりはないものの、これまでのように「夕方ワイド番組にニュース番組をコンプレックスする」のではなく、これからは「大型ニュース番組に夕方ワイド番組をインサートする」構成に変わった。そのため、正式には『福井テレビプライムニュース&おかえりなさ〜い』が正式タイトルとなる。
週末版は番組名の頭に「FNN」をつけている。
番組のロゴはフジテレビのロゴを少しかえて使用している。
- カラーリング：PRIMEnews福井テレビ

上の段に『PRIME』、下の段に『news 福井テレビ（局ロゴ）』と表記。
2019年4月1日にフジテレビ『Live News it!』開始に伴い、2019年3月31日に終了。後番組は『福井テレビLive News』。

## 放送時間
平日版
- 2018年4月2日 - 2019年3月29日 月曜日 - 金曜日 16:50 - 19:00
  - このうち、16:50 - 17:12.30と17:53 - 18:14は東京発の『プライムニュース イブニング』、17:15 - 17:53が『おかえりなさ〜い』
  - EPGや番組表では17:53を境とした2部構成

週末版
- 2018年4月7日 - 2019年3月31日 土曜日・日曜日 17:30 - 18:00
  - このうち、17:30 - 17:46は東京発の『プライムニュース イブニング』

## キャスター

### 現在
平日
週末